# Trichogramma pinneyi
Trichogramma pinneyi is een vliesvleugelig insect uit de familie Trichogrammatidae. De wetenschappelijke naam is voor het eerst geldig gepubliceerd in 1978 door Schulten & Feijen.